# Diamantduif
De diamantduif (Geopelia cuneata) is een endemische vogelsoort uit Australië, die vaak gehouden wordt als siervogel.

## Kenmerken
Hij dankt zijn naam aan zijn uiterlijk. De grijs-blauwe vleugels zitten vol met spikkeltjes die lijken op diamanten. Kopje en lijf zijn lichtgrijs. De staart is wat donkerder. Rond het oog heeft hij een rode ring. Zijn totale lengte van kop tot staartpunt is 20 centimeter. Het mannetje en vrouwtje zijn nauwelijks van elkaar te onderscheiden, alleen tijdens de balts is te zien dat het mannetje de staart uitspreidt en het vrouwtje niet. De oogring van het mannetje is donkerder en dikker dan van het vrouwtje.
In de siervogelhouderij komen ook kleurmutanten voor, zoals de zilveren diamantduif. Er zijn ook isabel-agaattinten, die gecombineerd kunnen worden met de witstuit.

## Voorkomen en leefgebied
De diamantduif heeft een grote verspreiding door het binnenland van geheel Australië. De duif ontbreekt in de kustgebieden van het oosten en het zuiden. De vogel is geïntroduceerd in Puerto Rico en komt daar ook in het wild voor.
De vogel komt voor nabij water in overigens droge gebieden zoals scrubland, boomaanplant langs irrigatiekanalen en heuvelig gebied met struikgewas.

## Status
De diamantduif heeft een groot verspreidingsgebied en daardoor alleen al is de kans op uitsterven uiterst gering. De grootte van de populatie is niet gekwantificeerd; het is een algemeen voorkomende vogel. Om deze redenen staat deze duif als niet bedreigd op de Rode Lijst van de IUCN.

## Verzorging van de diamantduif als siervogel
Het diamantduifje is een erg rustige vogel die vooral een voorbeeldig gedrag betoont voor kleinere vogelsoorten. Hij kan wel goed samen met vinkachtigen gehouden worden. Ze kunnen beter niet solo gehouden worden, want dan kunnen ze vrij lastig zijn, maar bij voorkeur altijd één paartje per volière. Meerdere paartjes in één volière is af te raden, omdat mannetjes tijdens de broedperiode agressief kunnen zijn tegenover andere mannetjes.

Ze mogen gevoerd worden met allerlei soorten zaad, miereneieren en af en toe een meelworm. Tevens staat er groenvoer op hun menu.

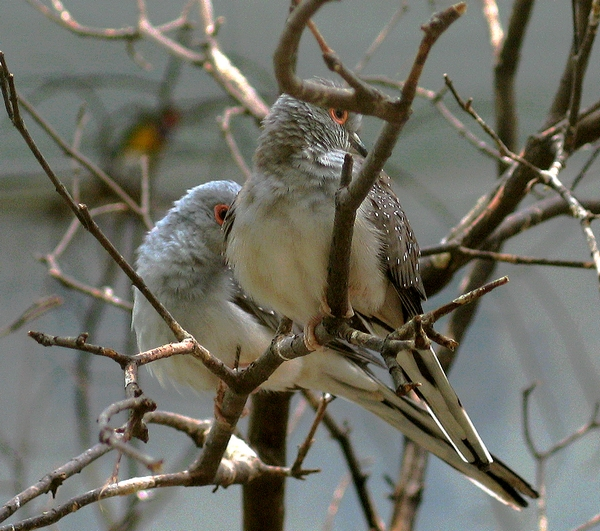
Paartje diamantduifjes